# ルガーノ-カドロ-ディノ鉄道BDe2/3 1-4形電車

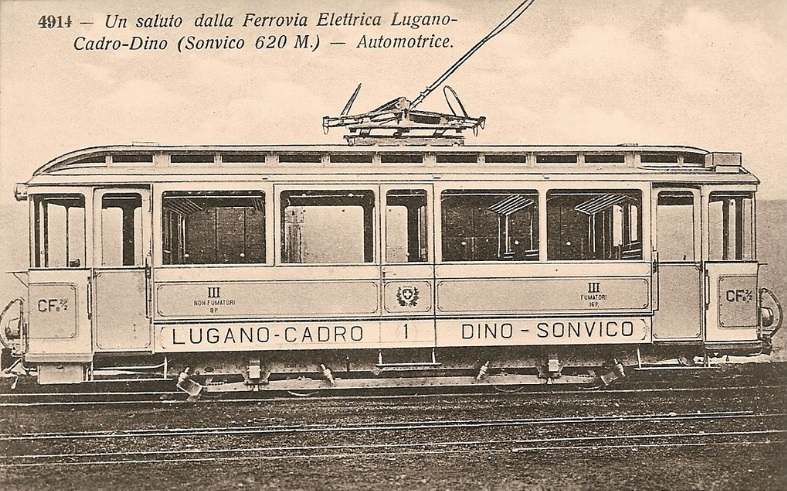
製造時のCFe2/2 1号機(後のBDe2/3 1号機)、台車は3軸式操舵台車に改造前、正面窓は曲面ガラスの状態

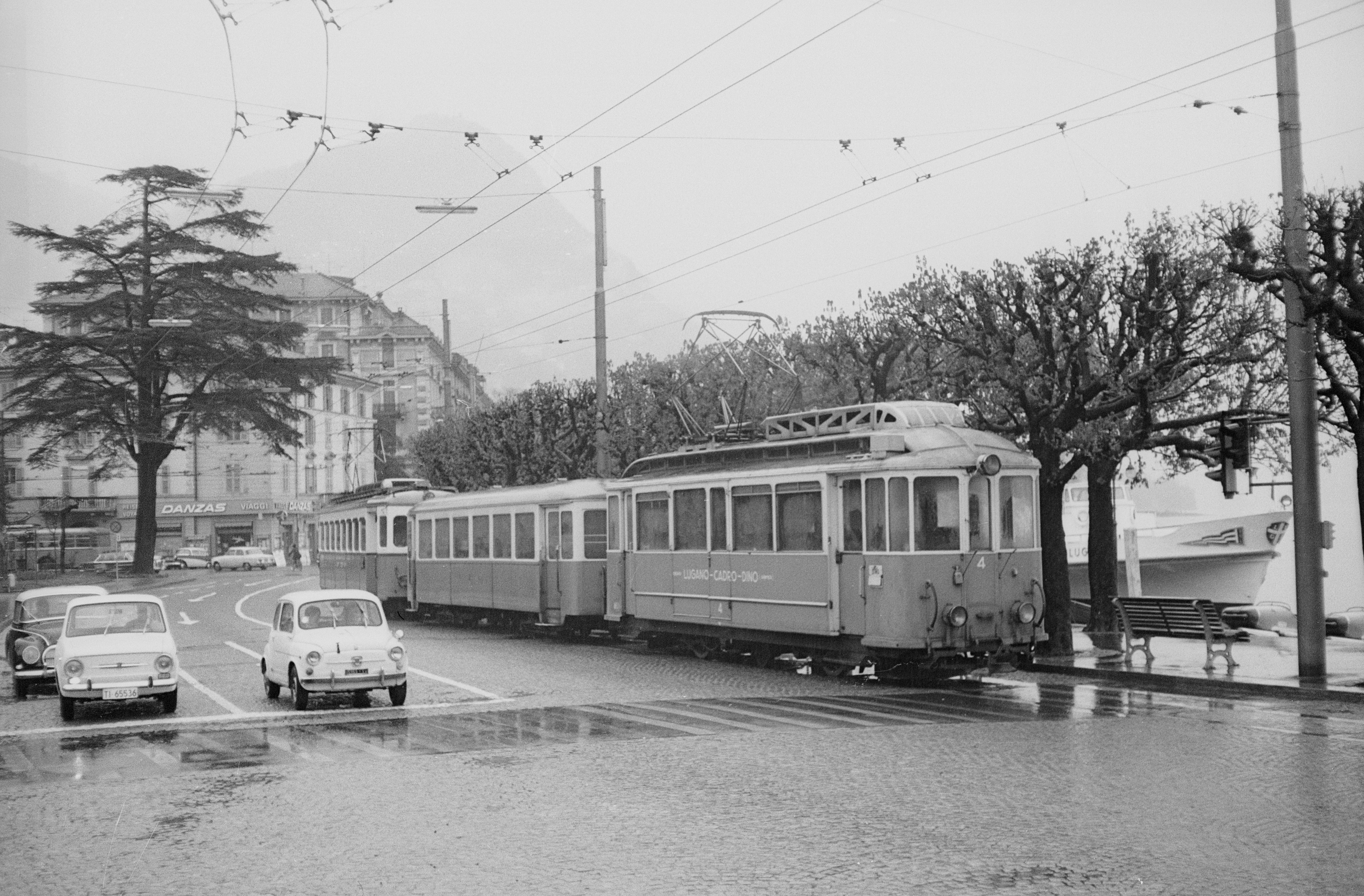
BDe2/3 4号機とBe4/4 9号機を編成の両端に連結した編成、2両の動力車が総括制御される、1967年

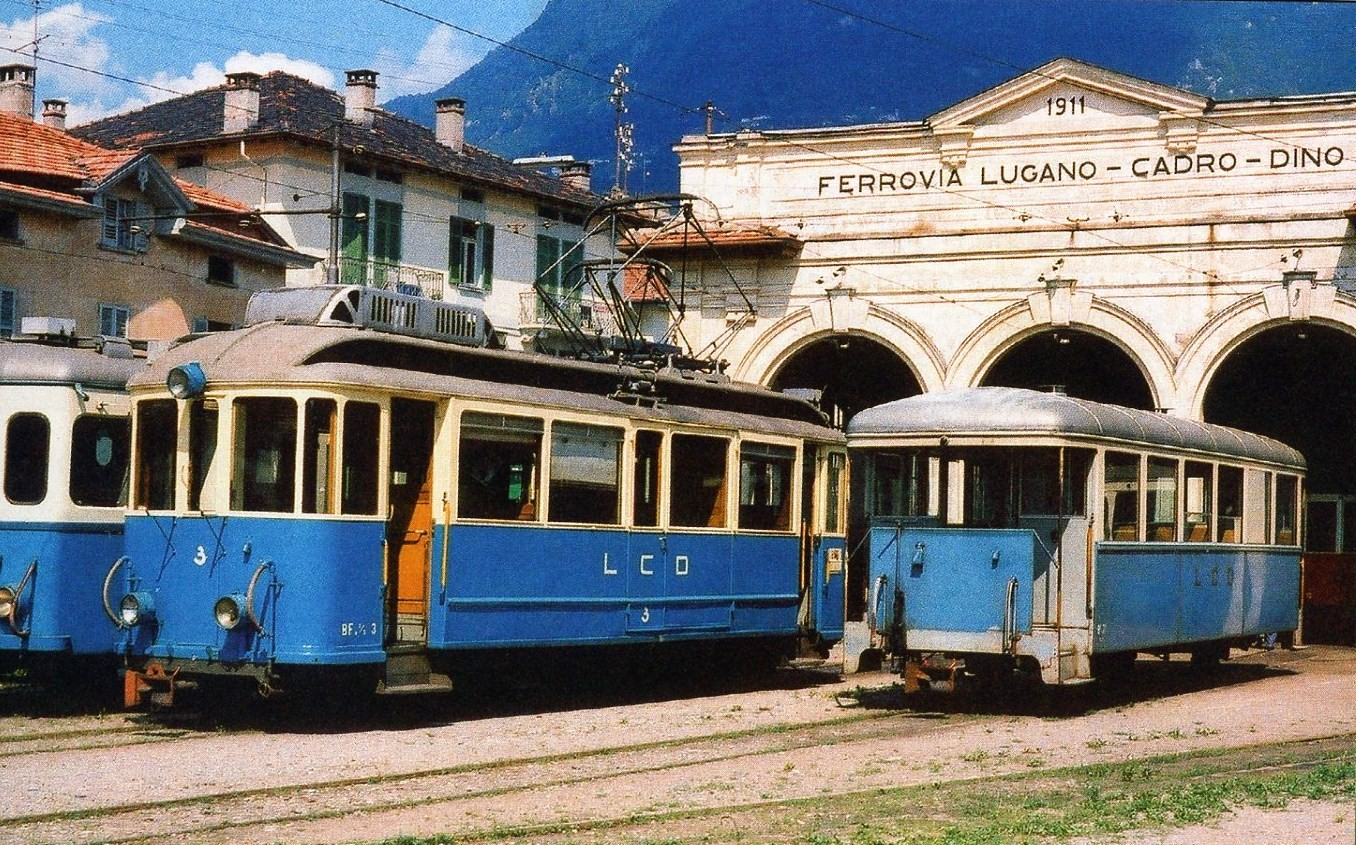
BDe2/3 3号機（中央）、Be4/4 9号機（奥）および客車とともに車庫に留置、1970年

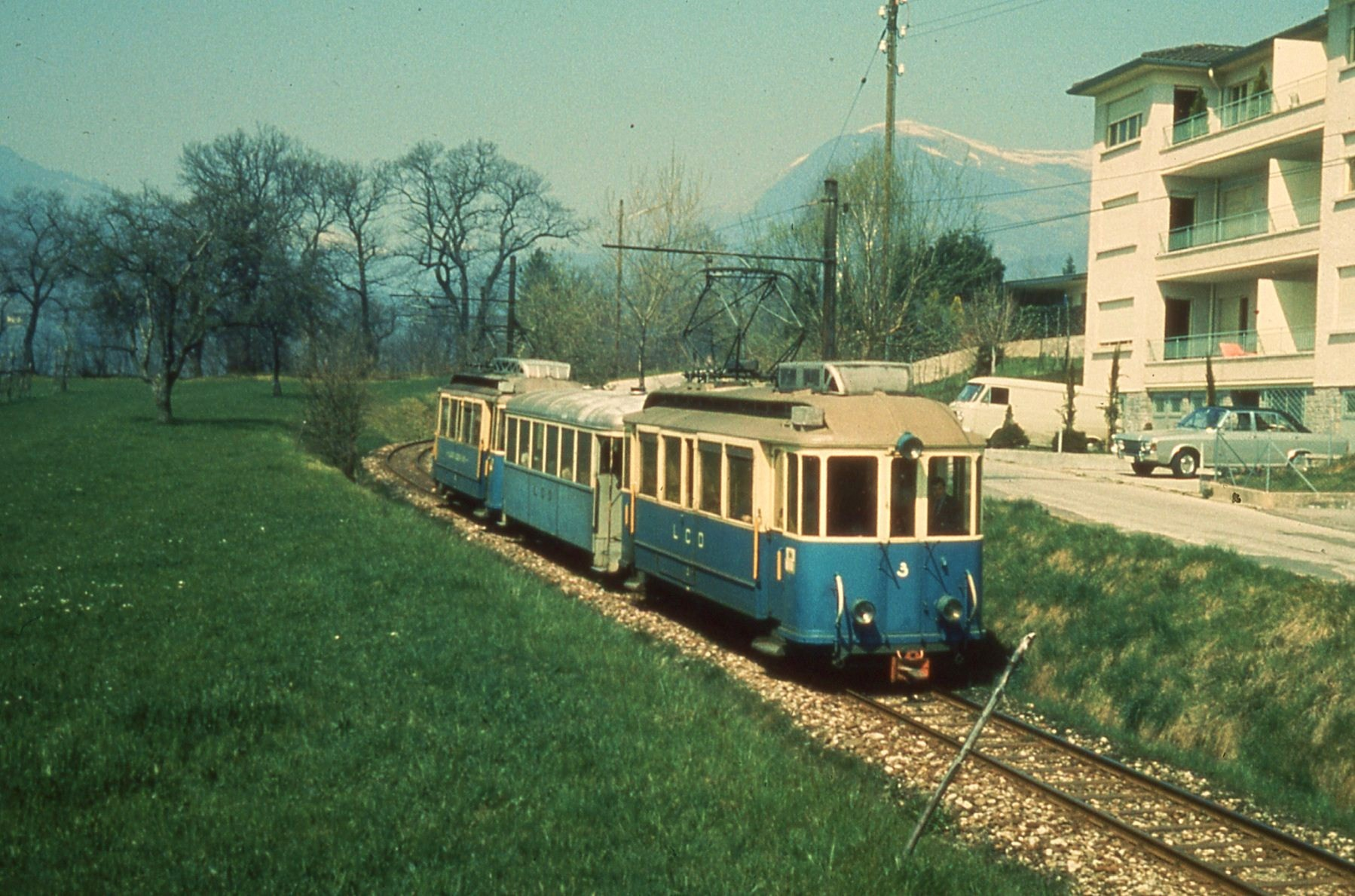
BDe2/3 3号機ほかを編成の両端に連結した標準的な編成、1970年

ルガーノ-カドロ-ディノ鉄道BDe2/3 1-4形電車(ルガーノ-カドロ-ディノてつどうBDe2/3 1-4がたでんしゃ)は、スイス南部ティチーノ州のルガーノ近郊の鉄道であるルガーノ-カドロ-ディノ鉄道（Ferrovia Lugano-Cadro-Dino (LCD)）で使用されていた2等・荷物合造電車である。なお、本機はCFe2/2 形3等・荷物合造電車として製造されたものであるが、その後台車の改造によりCFe2/3形となり、1956、62年の称号改正を経てBDe2/3形となったものである。

## 概要
スイス南部、イタリア語圏内のティチーノ州のルガーノ湖北岸の都市ルガーノ近郊の私鉄であるルガーノ-カドロ-ディノ鉄道は1911年の開業に際して電車4両、客車2両、貨車1両を用意し、その後1957年にかけてさらに電車5両、客車3両を増備し、ルガーノ市内線及びルガーノ湖の港と連絡するルガーノ湖畔のルガーノ・マンツォーニ広場からカドロを経由してディノへ至る全長7.8 kmの併用軌道もしくは街道に沿った専用軌道の路線であり、同時期に開業したルガーノ-ポンテ・トレーザ鉄道、ルガーノ-テッセレテ鉄道が集結するスイス国鉄ゴッタルド線のルガーノSBB駅へルガーノ市内線で連絡していた。この開業に際して用意された3等・荷物合造電車が本項で述べるBDe2/3形であり、当初形式はCFe2/2形で、1911年に2軸単台車を装備した路面電車形態の小型車両として車体、台車、機械部分をSWSが、主電動機、電気機器はAliothが担当して1-4号機の4両が用意され、その後1943-48年に曲線通過性能の向上を図るために台車をSLM製の3軸式自己操舵台車に変更して形式名がCFe2/3形となっているほか、客車列車の両端に本形式もしくは後に製造されたBe4/4 9形を連結し、前後の動力車の4基もしくは6基の主電動機を先頭側動力車の主制御器で制御できるBBC製の主制御器に換装している。BFe2/3形はその後、スイスの鉄道における1956年の客室等級の1-3等の3段階から1-2等への2段階への統合と、これに伴う称号改正により3等室が2等室となって形式記号もCからBに変更となって形式名がBFe2/3形となり、さらに1962年の称号改正により荷物室の形式記号がFからDに変更となったため、形式名がBDe2/3形となって1970年の路線廃止まで運行されていた。なお、各機体の機番と製造年、製造所は以下の通り
- 1 - 1911年 - SWS/Alioth
- 2 - 1911年 - SWS/Alioth
- 3 - 1911年 - SWS/Alioth
- 4 - 1911年 - SWS/Alioth

## 仕様

### 車体・走行機器
- 車体構造は1900-30年代の私鉄車両では標準であった木鉄合造構造で、型鋼リベット組立式の台枠の上に木製の車体骨組および屋根を載せて前面および側面外板は鋼板を木ねじ止めとしたものとし、屋根、床および内装は木製としている。
- 本形式は路面電車形態の2軸車であるが、台枠が側梁を車体全長に渡した、前後運転室・デッキ部と中央の客室間に段差の無い全室高床式であり、車体幅も2600 mmと一般的な私鉄車両の広いものとなっているのが特徴である。車体は両運転台式で、側面下部にはごくわずかに裾絞りが付き、屋根はダブルルーフで、二重屋根部の側面、妻面と客室間の仕切壁が擦りガラスの明り取り窓となっている。また、窓下および窓枠、車体裾部に型帯が入るほか、窓類は下部左右隅部R無、上部左右隅部がR付きの形態となっている。
- 正面は丸妻形態で、中央の貫通扉の左右に縦長の正面窓があり、正面下部左右と上部屋根中央部に外付式の丸形前照灯が配置される、1900-1920年代のスイス私鉄電車の標準スタイルであるが、ブレンガルテン-ディーティコン鉄道[11]のCe4/4 7I-9I形やツーク州電気軌道[12]のCFe4/4 1...4形、CFe2/2 11-13形などと同様に運転室側面窓を曲面ガラスとして正面に回りこませた形態が特徴となっているほか、連結器は台枠取付のねじ式連結器で、緩衝器が中央1箇所のタイプとなっている。運転室は当時のスイスの電車で標準的な運転機器を設置した運転室兼乗降デッキに立って運転する形態で、正面中央の貫通扉の左側に力行および電気ブレーキ用の大形のマスターコントローラーが、右側にブレーキハンドルおよび手ブレーキハンドルが設置されており、運転士は状況に応じてデッキ内を移動しながら運転を行う。
- 車体内は後位側から運転室兼乗降デッキ、禁煙2等室（称号改正前の3等室）、荷物室、喫煙2等室（称号改正前の3等室）乗降デッキ兼運転室の配列となっており、側面は窓扉配置1D1D2D1（運転室-乗降扉-2等室窓-荷物室窓-荷物室扉-2等室窓-乗降扉-運転室窓）、側面窓は大型の下落し窓となっている。下部にステップ1段付き乗降扉は片開戸で戸袋はなく、デッキ内に直接引込まれるもの、荷物室扉は観音開戸で後位側の扉が幅広で、前位側の扉が狭幅のものとなっている。また、屋根上は中央部に大型のビューゲル1基が、前後端部に開閉器箱が設置されている。
- 客室は2+2列の4人掛けの固定式クロスシートを配置しており、座席定員は禁煙2等室が8名、喫煙2等室が16名の計24名となっている。座席はヘッドレストの無い木製ニス塗りのベンチシートで、座席上部に枕木方向に荷棚が設置されているほか、室内天井は白で中央部には1ボックス当たり1箇所白熱灯式室内灯が装備され、側壁面は木製ニス塗りとなっている。
- 塗装
  - 製造時の車体塗装は白色をベースに車体腰板周縁部などを水色とし、唐草模様の飾りが入るもので、側面下部に左側から「LUGANO - CARDO」、機番、「DINO - SONVICO」の文字が、乗降扉脇に客室等級と禁煙・喫煙・荷物室の区別および座席定員が、車体両端部に形式名機番がそれぞれ飾り文字で入っている。なお、車体台枠、床下機器と台車は黒、屋根および屋根上機器はグレーである。
  - その後車体下半部が明るいブルーグレー、上半部が白に近いクリーム色、で車体下半部の帯板部に青帯が入るものに変更され、標記類は影付き文字となっている。さらにその後、車体下半分が青色となり、車体標記は側面下部中央に「Lugano - CARDO - DINO」もしくは「LCD」のレタリング又は切抜文字とその下に機番が、車体左端下部に形式名と機番が入れられるものとなっている。
- 制御装置はAlioth製の直接制御式抵抗制御のものを搭載しており、定格電圧500 V、出力48 kWの主電動機2台を制御して定格出力96 kWの性能と40 km/hの最高速度を発揮する。また、ブレーキ装置は制御装置による発電ブレーキのほか、真空ブレーキと手ブレーキを装備し、基礎ブレーキ装置として片押し式の踏面ブレーキが装備される。
- 台車はSWS製の鋼材組立て式の当時の標準的な構造の2軸単台車で、主電動機を台車枠の車軸内側に吊掛式に装荷しており、軸ばねは重ね板ばねとなっている。

### 改造
- 1942年に連結器をねじ式連結器から+GF+式[13]ピン・リンク式自動連結器に交換し、連結・開放作業の省力化を図っているほか、集電装置をビューゲルから菱形のパンタグラフに変更している。
- 本形式は曲線通過性能の向上と重連総括制御による牽引力の向上を図ることとなり、3軸式操舵台車と高圧総括制御方式の主制御装置を装備する工事が1943-48年に実施されている。各機体の改造年は以下のとおり。
  - 1 - 1943年
  - 4 - 1944年
  - 2 - 1948年
  - 3 - 1948年
- SLM製の３軸式操舵台車はなど1930-40年代にスイスの路面電車などの2軸車の新製もしくは改造用として採用されたものであるが、路面電車等でも2軸ボギー車が主力となって2軸単車そのもの少数となったため事例は多くなく、スイス国内では本形式のほか以下のような機体が例として挙げられる。
  - フォルヒ鉄道[14]：BDe2/3 6形
  - ビルゼック鉄道[15]：Ce2/3 1-4形、Ce2/3 3II形、Ce2/3 7-9形、ほか付随車
  - シャブレ公共交通[16]：Be2/3 15-16形
  - ローザンヌ軌道[17]：Ce2/3 28-29形
  - チューリッヒ市交通局[18]：Be2/3 1031-1032形
- 本形式の操舵台車は動軸2軸の中間に縦軸1軸を配置して車軸配置をA'1'A'としたもので、動軸は左右に回転できる独立の1軸台車、縦軸は車体とはフリーで左右方向に可動するもので、前後の動台車と中間の従台車がリンクで結合されている。曲線区間において中間の従台車が車体中心線に対して曲線の外側に変位すると、その変位量に応じてリンクで接続された前後の動台車が曲線に合わせて転向する構造となっており、動台車は枕ばね、軸ばねともに重ね板ばねで、従台車は枕ばねはなく軸ばねは重ね板ばね、台車枠はいずれも鋼板溶接・リベット組立式で中間の従台車は内側台枠式、動台車は外側台枠式で主電動機を車軸内側に吊掛式に装荷している。なお、軸距は最初に改造された1号機と4号機は2150 + 2150 mmの4300 mm、後に改造された2号機と3号機が改造前と同じ2000 + 2000 mmの4000 mmであるほか、従軸の軸重も異なっており、1、4号機が1.5 t、2、3号機が1.7 tとなっている。
- ルガーノ・カドロ・ディノ鉄道は途中40パーミルの勾配区間があり、本形式1両で客車列車を牽引することが困難であったため、台車の改造に合わせて重連総括制御が可能なBBC製の主制御器に交換して客車列車の両端に本形式もしくはBe4/4 9形を連結するシャトルトレイン方式で運転することとしている。この主制御装置は制御回路を引通して複数の動力車の主制御器を総括制御するものではなく、主電動機の高圧回路を編成内に引通して先頭の動力車の主制御器のみで制御をする方式となっている。編成ごとの制御の概要は以下のとおり。
  - 本形式2機を動力車として使用する場合：Be2/3 2もしくは4号機をディノ側、1もしくは3号機をルガーノ側に連結し、ディノ方面への勾配を登る列車の場合では各車の2台の主電動機を並列に接続したものを1群として2両の主電動機群を直並列制御し、主抵抗器は前後両車のものを使用する。また、勾配を下る列車の場合では、編成先頭側の車両のみで列車を牽引し、後端側の車両は被牽引車となる。
  - 本形式1機とBe4/4 9号機を動力車として使用する場合：Be2/3 １もしくは３号機を使用する際にはBe4/4 9号機をディノ側、Be2/3形をルガーノ側に連結し、編成中の6台の主電動機のうち、Be4/4 9号機の3台と、Be4/4 9号機の1台とBe2/3の2台とをそれぞれ並列に接続した2群を直並列制御する。また、Be2/3 2もしくは4号機を使用する際にはBe2/3形をディノ側に、Be4/4 9号機をルガーノ側に連結するが、この場合は本形式から運転する場合にはBe4/4 9号機の主電動機は2台のみの動作となる。

### 主要諸元
- 軌間：1000 mm
- 電気方式：DC 1000 V 架空線式
- 最大寸法：全長11040 mm、車体幅2600 mm
- 軸配置：B（製造時）、A'1'A'（BDe2/3 1-4号機）
- 軸距：4000 mm（製造時）、2000 + 2000 mm（BDe2/3 2、3号機）、2150 + 2150 mm（BDe2/3 1、4号機）
- 車輪径
  - 動輪：800 mm（BDe2/3 1-4号機）
  - 従輪：450 mm（BDe2/3 1-4号機）
- 重量：14 t（製造時）、16 t（BDe2/3 1-4号機）
- 粘着重量:14 t（製造時）、14.3 t（BDe2/3 2、3号機）、14.5 t（BDe2/3 1、4号機）
- 定員：2等24名
- 荷室面積：4.9 m2
- 走行装置
  - 主制御装置：抵抗制御
  - 主電動機：直流直巻整流子電動機×2台
  - 減速比：5.25（BDe2/3 2、3号機）、4.94（BDe2/3 1、4号機）
  - 定格出力
    - 2×48 kW（製造時、BDe2/3 2、3号機）
    - 2×51 kW（BDe2/3 1、4号機）
- 最高速度：40 km/h（製造時）、45 km/h（BDe2/3 1-4号機）
- ブレーキ装置：真空ブレーキ、手ブレーキ、発電ブレーキ

## 運行・廃車

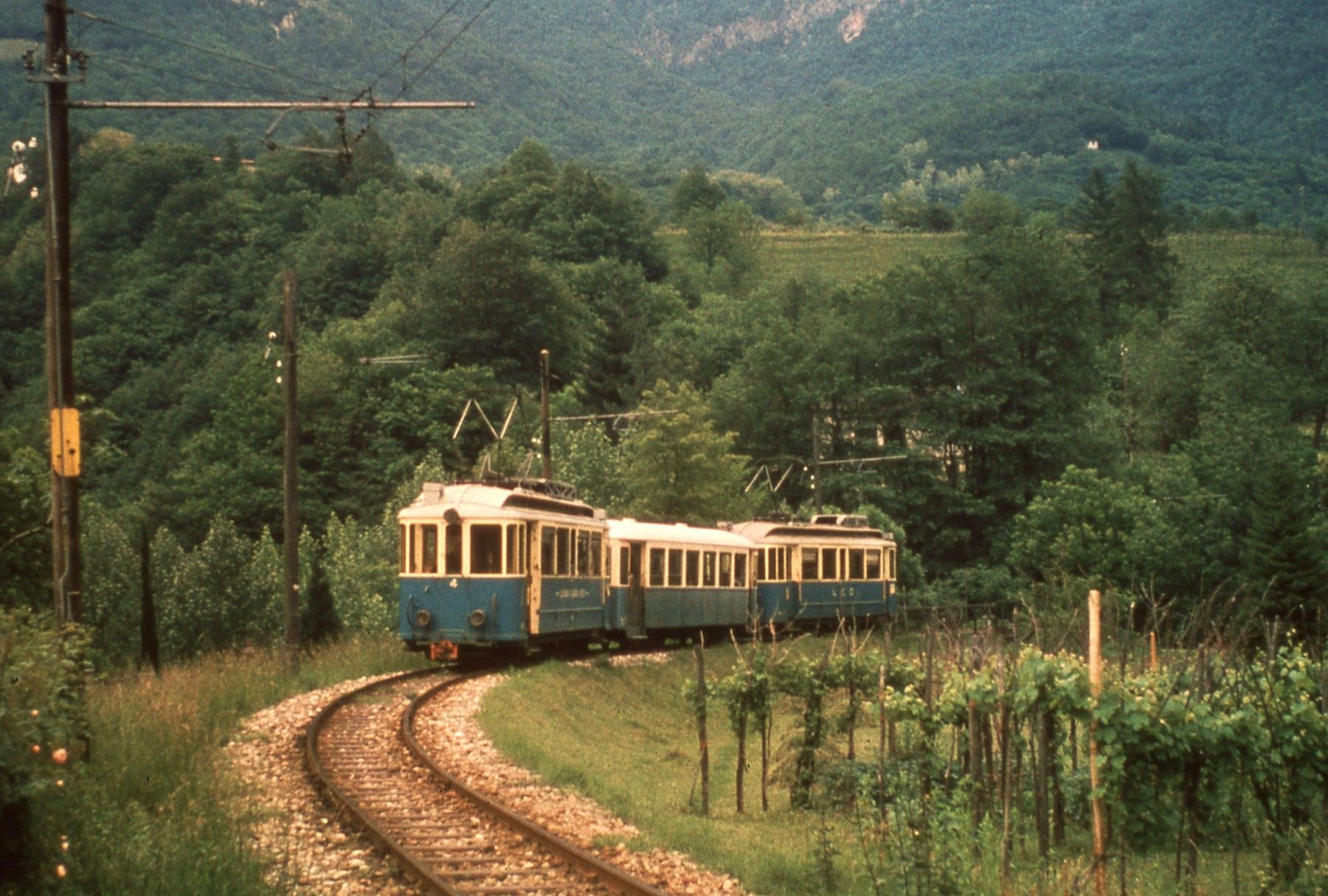
BDe2/3 4号機ほかを編成の両端に連結した標準的な編成、1970年

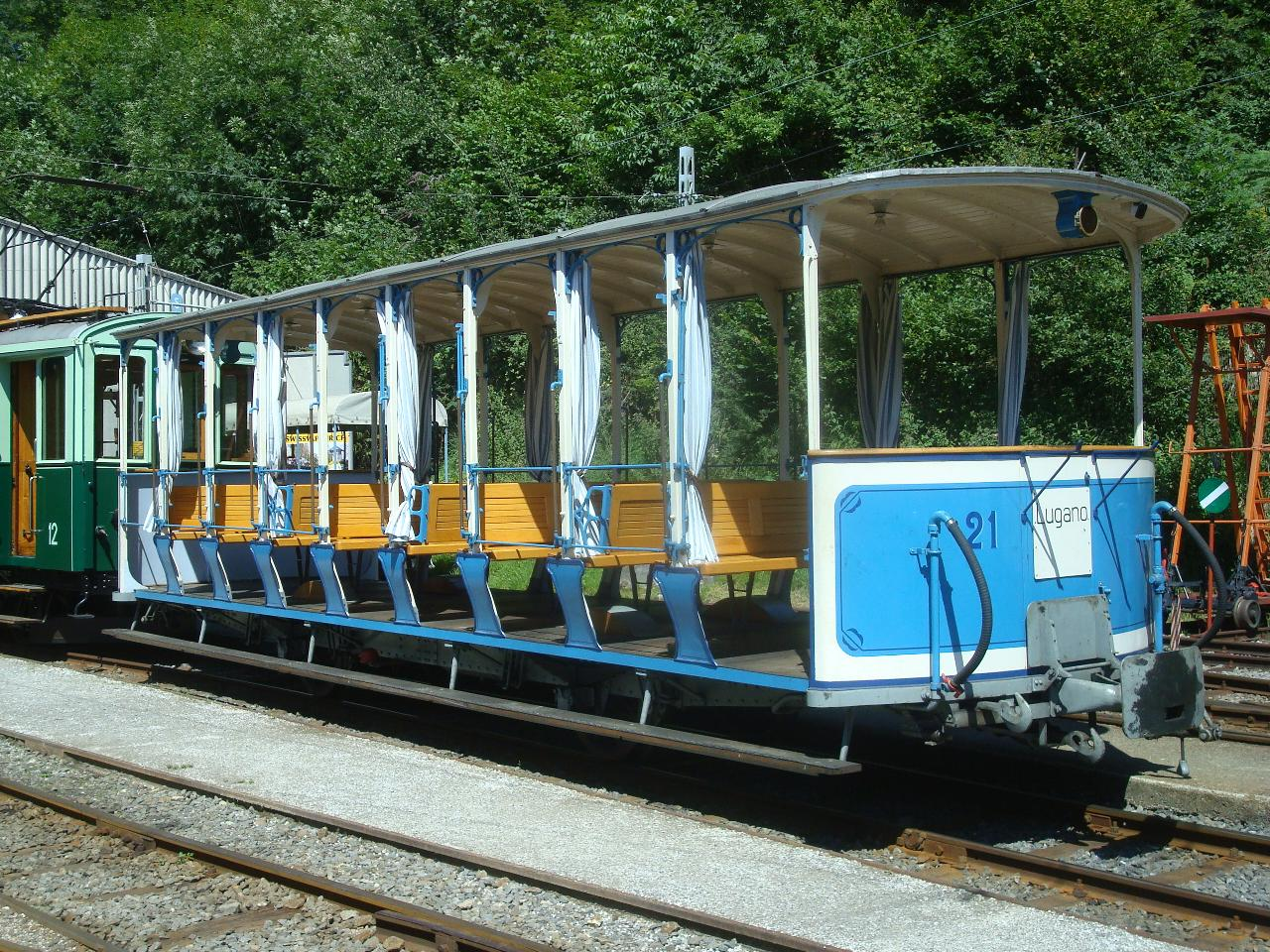
BDe2/3形とともに運行されていたオープン客車であるC^{2} 21号車、ブロネイ-シャンビィ博物館鉄道で動態保存、2010年

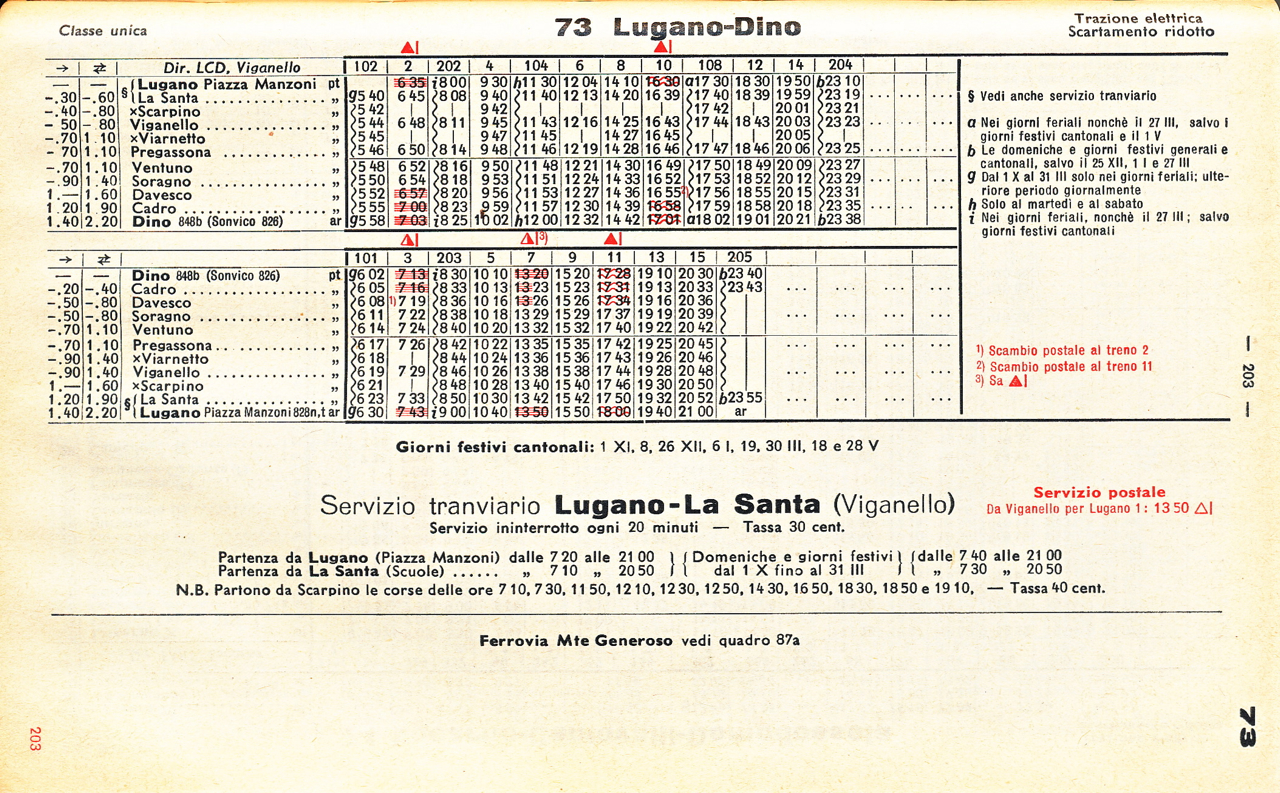
ルガーノ-カドロ-ディノ鉄道の1963-64年冬ダイヤの時刻表

- ルガーノ-カドロ-ディノ鉄道はスイス国鉄の主要幹線であるゴッタルド線のゴッタルドトンネルを抜けたアルプス山脈の南側、ティチーノ州のルガーノ湖畔の街ルガーノ市内および近郊の私鉄路線であり、ルガーノ湖畔の水運およびルガーノ市内線に連絡する標高272 mのルガーノ・マンツォーニ広場から市街を抜けて北方へディーノ川のカッサーレーテの谷の左岸をプレガッソナ通り、カントレーナ通りなどに沿って遡り、途中カッサーレーテの谷から分かれたディーノ川添いの集落で標高482 mのディノまでの全長7.8 km（うち併用軌道2.1 km）、軌間1000 mm、最急勾配40 ‰の路線であった。また、カッサーレーテの谷は古い時代には洪水が多発していたことから集落が谷の斜面に発達したため、谷の対岸の右岸側にも同鉄道と約1 kmの間隔で並行して、ほぼ同距離の私鉄であるルガーノ-テッセレテ鉄道が運行をしていた。なお、このルガーノ-テッセレテ鉄道の起点はスイス国鉄ゴッタルド線のルガーノSBB駅前であった。
- 1911年1月2日にルガーノ・マンツォーニ広場 - ラサンタ間、6月27日にラサンタ - ディノ運行を開始したルガーノ-カドロ-ディノ鉄道はディノまで途中14駅を設け、ディノに留置線、ラサンタ車庫駅には車庫と工場を併設していたが、終点のディノを含め沿線はルガーノ近郊の集落で大きな街はなく、ルガーノへの通勤、通学客の近郊輸送を中心に観光客の輸送もあったが旅客輸送量の伸びは鈍く、列車は終始本形式その他の電車が牽引する単行もしくは数両の客車を牽引する列車で十分な規模で、貨物輸送は実質的には行われていなかった。開業時には本形式のほか、以下のとおり客車と貨車が用意されていたが、いずれも2軸の小型車であり、C2 21号車は座席と屋根のみを設置したオープン客車であった。
  - 客車：C2 11、C2 21
  - 有蓋車：EK2 51
- その後輸送量の増加とともに、電車や客車の増備を行なって運用したほか、ルガーノ市内の区間運用にルガーノ市内線で使用されていた2軸単車3両を導入し、ルガーノ・マンツォーニ広場 - ラサンタ間で専用に運行されていた。また、制御客車は導入されず、初期においては電車が1両程度の客車を牽引していたほか、1940年代以降は客車列車は両端に本形式などの電車を連結した形態で運行されている。
- 旅客列車は1965年ダイヤでは通常13往復、夏季の日曜/祝日の深夜に1往復が所要時間約25-30分で設定されていたほか、市街地内のルガーノ・マンツォーニ広場 - ラサンタ間2.0 kmは15分間隔で運行されており、輸送人員は1936年で391704人、1969年で361328人であった。
- その後1950-60年代に入ると自動車輸送の増加に伴いルガーノ市内においても自動車が増加して併用軌道の輸送に困難をきたすようになったため、ルガーノ市内線は1959年に廃止となり、ルガーノ-カドロ-ディノ鉄道のルガーノ市内区間であるルガーノ・マンツォーニ広場 - ラサンタ間の区間運行も1964年12月31日に廃止となり、さらにその後1967年11月27日にはルガーノ・マンツォーニ広場 - ルガーノ・インデペンデンツァ広場間500 mが廃止となっている。
- 本形式は残ったルガーノ・インデペンデンツァ広場 - ディノ間で運行を続けていたが、この区間も1970年5月30日にバスに転換されて全線廃止となり、本形式は3両とも他社には譲渡されずそのまま廃車となっている。なお、本形式と編成を組んでいたオープン客車であるB2 21号車（旧C2 21号車）が個人に譲渡された後、1990年にはブロネイ-シャンビィ博物館鉄道[19]に譲渡されて動態保存されているほか、同じく個人に譲渡されたB2 31号車は同じく個人に譲渡された後、1998年にティチーノ州の保存鉄道であるメソルチーナ鉄道[20]に譲渡されたが2011年に廃車となっている。また、同じく本形式と編成を組んでいたBe4/4 9形号機はモントルー・オーベルラン・ベルノワ鉄道[21]に譲渡されてBe4/4 1001II号機となっており、現在では入換用として使用されている。